# Valgborgs favn
Valgborgs favn er en dokumentarfilm fra 1974 instrueret af Flemming la Cour.

## Handling
Titlen var et listeforbund ved kommunalvalget i København, 5/3 1974. Det lykkedes den at få valgt en repræsentant, Tine Schmedes, ind i Borgerrepræsentationen. Politikere fra de gamle partier og repræsentanter for Valborgs Favn kommer til orde i filmen, der slutter med Tine Schmedes' debut (med sit ammende barn) i Borgerrepræsentationens første møde efter valget.